# هيني وولف
هيني وولف (بالألمانية: Henny Wolff)‏ هي معلمة موسيقى ومغنية وأستاذة جامعية ألمانية، ولدت في 3 فبراير 1896 في كولونيا في ألمانيا، وتوفيت في 29 يناير 1965.